# Lampropeltis webbi
Lampropeltis webbi là một loài rắn trong họ Rắn nước. Loài này được Bryson, Dixon & Lazcano mô tả khoa học đầu tiên năm 2005.